# 骨法 (隠し武器術)
骨法（こっぽう）とは、メリケンサック状の隠し武器を用いて当身を行う日本の伝統武術。「強法」とも呼ばれる。
尾張の佐々木大学が考案したとされる。佐々木は、捕手術で自分より強い者を捕らえる場合にどうするかを考え、隠し武器を用いて当身の威力を高めることを考案し、一条不二流骨法を開いた。